# Димитър Гачев (комунист)
Вижте пояснителната страница за други личности с името Димитър Гачев.
Димитър Михайлов Гачев е български комунист и троцкист, секретар на българската секция на троцкисткия Четвърти интернационал.

## Биография
Роден е през 1897 година в село Брацигово, Пещерско. Приема комунистическите идеи и става един от ръководителите на военната организация на Българската комунистическа партия. Първоначално отговаря за Пловдивска област, а след това за Софийска. По време на престой в Съветския съюз е специално обучен за водене на гражданска война. До 1920 година е в групата на Харлаков, след това до 1923 година – член на германската комунистическа партия във Франкфурт на Майн, където учи инженерни науки.
През 1925 година е осъден на смърт чрез обесване от софийския военно-полеви съд, но присъдата е заменена със строг тъмничен затвор. Прекарва в затвор 7 години и 4 месеца. В затвора става последовател на Лев Троцки. Секретар е на секцията на основания във Франция през 1938 година Четвърти интернационал, алтернативен на Третия, ръководен от Сталин и Георги Димитров.
След Деветесептемврийския преврат, д-р Минчо Телбизов, Димитър Гачев, Лиляна Пиринчиева и Петър Стоев създават троцкистки профсъюз на здравните работници. Властта не съумява да превърне синдиката в казионен и подлага инициаторите на репресии.
За тази си дейност Димитър Гачев прекарва 15 години в лагери и затвори. През 1954 година е осъден на 20 години лишаване от свобода. През 1961 година е освободен. Освен другото, бил е в лагерите в Заград, Главиница и Бащино.
Първото нещо, което открива след освобождението, е че болната му от рак жена живее при мизерни условия след пребиваването и в затвор само защото е била негова съпруга. Дъщерите на загиналия брат на Димитър Гачев също са преследвани по тези причини и изпратени в затвор. По-голямата му племенница умира от туберкулоза, а по-малката е въдворена в концентрационните лагери в Белене и Добруджа за 4 години.
Димитър Гачев описва „героичната Соня“. Брошурата на пловдивския шеф на „Обществената безопасност“ Щерю Люкоманов е построена върху признанията ѝ. По разказ на бъдещия троцкист (Гачев) тази „героиня“, заедно с Боян Българанов, провеждали „новия сталински курс“ на елиминиране на дейците от военното крило на Българската комунистическа партия чрез предаването им в ръцете на полицията, жертва на което в Пловдив става заместникът на Гачев – Гюлеметов.
За него пишат Стефан Бочев в „Белене – сказание за концлагерна България“, Георги Константинов в „Емигрантски спомени“, Георги Данаилов в „Доколкото си спомням“ и Янко Янков в „Българската лепта за тероризма“.